# Ґодлево-Бацькі
Ґодлево-Бацькі (пол. Godlewo-Baćki) — село в Польщі, у гміні Боґути-П'янки Островського повіту Мазовецького воєводства.
Населення — 83 особи (2011).
У 1975-1998 роках село належало до Ломжинського воєводства.

## Демографія
Демографічна структура станом на 31 березня 2011 року:
|          | Загалом | Допрацездатний вік | Працездатний вік | Постпрацездатний вік |
| -------- | ------- | ------------------ | ---------------- | -------------------- |
| Чоловіки | 45      | 11                 | 29               | 5                    |
| Жінки    | 38      | 11                 | 17               | 10                   |
| Разом    | 83      | 22                 | 46               | 15                   |